# هوارد هد
هوارد هد (انگلیسی: Howard Head; ۱ ژانویهٔ ۱۹۱۴ – ۱ ژانویهٔ ۱۹۹۱) مخترع و کارآفرین اهل ایالات متحده آمریکا بود، که در سال ۱۹۵۰ شرکت هد اسپرت را تأسیس کرد.